# تصفيات بطولة آسيا تحت 22 سنة لكرة القدم 2013
تصفيات بطولة آسيا تحت 22 سنة لكرة القدم 2013 كانت البطولة التأهيلية للنسخة الافتتاحية من بطولة آسيا تحت 22 سنة لكرة القدم. وقد جرت التصفيات في الفترة من 23 يونيو إلى 3 يوليو 2012، ولكن تغيرت إلى الفترة من 2 إلى 10 يونيو بالنسبة للمجموعة د، بسبب طلب نيبال. وتقرر فيما بعد أن تبدأ المباريات من 16 يونيو و3 يوليو بالنسبة لإندونيسيا.

## أهلية اللاعبين
لا يحق لللاعبين الذين ولدوا قبل 1 يناير 1991 أن يتنافسوا في تصفيات بطولة آسيا تحت 22 سنة لكرة القدم 2013.

## النظام
دخلت إحدى وأربعون جمعية عضوا في التصفيات لانتزاع 15 مكاناً في البطولة النهائية. وكان من المقرر أن تجرى التصفيات في سبعة أماكن مركزية.
وقسمت الفرق إلى ست مجموعات تتألف كل منها من ستة فرق، ومجموعة واحدة من خمسة فرق. وقد لعبت بنظام دورة روبن واحدة، حيث تأهل أول فريقين لبطولة الرسمية بالإضافة إلى أفضل فريق يحل ثالثاً من جميع المجموعات. وقد حصل مستضيف النهائيات على مكان مباشر.
بفضل منح اللجنة المسابقات التابعة للاتحاد الآسيوي حقوق استضافة نهائيات 2013 إلى عمان في 18 يوليو 2012، وبما أن عمان تمثل أفضل طرف ثالث، فإن ذلك مكن ثاني أفضل فريق من المرتبة الثالثة، اليمن، للدخول في النهائيات.

## معايير كسر التعادل
إذا كان فريقان أو أكثر متساويين في النقاط عند اكتمال مباريات المجموعة، فقد تم تطبيق المعايير التالية لتحديد الترتيب.
1. عدد أكبر من النقاط التي تم الحصول عليها في مباريات المجموعة بين الفرق المعنية؛
2. فارق الأهداف الناتج عن مباريات المجموعة بين الفرق المعنية ؛
3. أكبر عدد من الأهداف المسجلة في مباريات المجموعة بين الفرق المعنية؛
4. فارق الأهداف في جميع مباريات المجموعة؛
5. أكبر عدد من الأهداف المسجلة في جميع مباريات المجموعة؛
6. ركلات من علامة الجزاء إذا كان الأمر يتعلق بفريقين فقط، وهما موجودان في مجال اللعب؛
7. عدد أقل من الدرجات المحسوبة وفقا لعدد البطاقات الصفراء والبطاقات الحمراء الواردة في هذه المجموعة؛
8. سحب القرعة.

## الفرق
البلدان التي تأهلت إلى البطولة النهائية تظهر بالخط الغامق.
| - أستراليا - البحرين - بنغلاديش - كمبوديا - الصين - تايوان - هونغ كونغ - الهند - إندونيسيا - إيران - العراق - اليابان - الأردن - كوريا الشمالية | - كوريا الجنوبية - الكويت - قرغيزستان - لاوس - لبنان - ماكاو - ماليزيا - المالديف - ميانمار - نيبال - عمان - باكستان - فلسطين - الفلبين | - قطر - السعودية - سنغافورة - سريلانكا - سوريا - طاجيكستان - تايلاند - تيمور الشرقية - تركمانستان - الإمارات العربية المتحدة - أوزبكستان - فيتنام - اليمن |

- لم يدخلوا:
  -  أفغانستان
  -  بوتان
  -  بروناي
  -  غوام
  -  منغوليا

## مرحلة المجموعات

### غرب آسيا

#### المجموعة أ
- لعبت جميع المباريات في مسقط، عمان.
- الأوقات المذكورة حسب ت ع م+4.

| م | الفريق                   | لعب | ف | ت | خ | أ.له | أ.ع | أ.ف | نقاط | التأهل           |
| - | ------------------------ | --- | - | - | - | ---- | --- | --- | ---- | ---------------- |
| 1 | العراق                   | 5   | 3 | 2 | 0 | 12   | 3   | +9  | 11   | البطولة النهائية |
| 2 | الإمارات العربية المتحدة | 5   | 3 | 2 | 0 | 8    | 4   | +4  | 11   | البطولة النهائية |
| 3 | عمان (H)                 | 5   | 3 | 1 | 1 | 11   | 6   | +5  | 10   | البطولة النهائية |
| 4 | الهند                    | 5   | 2 | 1 | 2 | 11   | 10  | +1  | 7    |                  |
| 5 | لبنان                    | 5   | 1 | 0 | 4 | 12   | 18  | −6  | 3    |                  |
| 6 | تركمانستان               | 5   | 0 | 0 | 5 | 3    | 16  | −13 | 0    |                  |

| الهند                                                               | 5–2   | لبنان                                 |
| ------------------------------------------------------------------- | ----- | ------------------------------------- |
| مانانديب سينغ 15' · ألوين جورج 38'، 54' · جيجي لالبيخلوا 70'، 90+2' | تقرير | عمر الكردي 48' · عبد الفتاح عاشور 69' |

| العراق                                                                            | 4–0   | تركمانستان |
| --------------------------------------------------------------------------------- | ----- | ---------- |
| محمد جبار شوكان 24' (ركلة.) · علي عدنان 42' · مهند عبد الرحيم 54' · مهدي كامل 86' | تقرير |            |

| عمان | 0–2   | الإمارات العربية المتحدة                       |
| ---- | ----- | ---------------------------------------------- |
|      | تقرير | يونس أحمد عبد الله 60' · جمال إبراهيم حسين 74' |

| الإمارات العربية المتحدة | 1–0   | تركمانستان |
| ------------------------ | ----- | ---------- |
| عامر عمر عبد الله 19'    | تقرير |            |

| العراق                                      | 2–1   | الهند          |
| ------------------------------------------- | ----- | -------------- |
| علي محمد علي الله 34' · عمار عبد الحسين 48' | تقرير | ألوين جورج 83' |

| عمان                                                          | 3–2   | لبنان                |
| ------------------------------------------------------------- | ----- | -------------------- |
| عبد الله صالح 25' · بدر نصيب 65' (ركلة.) · مبارك المقبالي 89' | تقرير | محمود كوجوك 32'، 34' |

| لبنان           | 1–5   | العراق |
| --------------- | ----- | --- |
| علاء البابا 77' | تقرير | مهند عبد الرحيم 45+2' · عمار عبد الحسين 64' · أحمد عباس حطاب 79' · علي فائز عطية 84' · علي عدنان 90+1' (ركلة.) |

| الإمارات العربية المتحدة | 1–1   | الهند              |
| ------------------------ | ----- | ------------------ |
| جمال إبراهيم حسين 9'     | تقرير | روميو فرنانديس 87' |

| تركمانستان         | 1–3   | عمان                                                    |
| ------------------ | ----- | ------------------------------------------------------- |
| إخلاص ماغتيموف 64' | تقرير | عبد الله صالح 42' · سامي مبارك 77' · مبارك المقبالي 82' |

| الهند                                                                                   | 4–1   | تركمانستان           |
| --------------------------------------------------------------------------------------- | ----- | -------------------- |
| لالرينديكا رالتي 36' (ركلة.) · ألوين جورج 67' · روميو فرنانديس 75' · جيجي لالبيخلوا 86' | تقرير | فرهاد إيتالمازوف 58' |

| لبنان                                             | 3–4   | الإمارات العربية المتحدة                                                                   |
| ------------------------------------------------- | ----- | ------------------------------------------------------------------------------------------ |
| محمد جعفر 22' · علاء البابا 55' · حسين الجواد 82' | تقرير | عبد الله الجماحي 25' · عامر عمر عبد الله 48' · يونس أحمد عبد الله 52' · عبد الله الشحي 84' |

| العراق         | 1–1   | عمان            |
| -------------- | ----- | --------------- |
| مصطفى ناظم 57' | تقرير | حمود السعدي 62' |

| تركمانستان         | 1–4   | لبنان                                                                                   |
| ------------------ | ----- | --------------------------------------------------------------------------------------- |
| سليمان موهادوف 72' | تقرير | قاسم أبو خشفة 9' · محمد جعفر 15' (ركلة.) · حمايت كوميكوف 31' (ه.ذ.) · علاء البابا 90+2' |

| عمان                                                                       | 4–0   | الهند |
| -------------------------------------------------------------------------- | ----- | ----- |
| حمود السعدي 54' · إبراهيم صالح 66' · محمد المخيني 73' · مبارك المقبالي 89' | تقرير |       |

| الإمارات العربية المتحدة | 0–0   | العراق |
| ------------------------ | ----- | ------ |
|                          | تقرير |        |

#### المجموعة ب
- لعبت جميع المباريات في الرياض، السعودية.
- الأوقات المذكورة حسب ت ع م+3.

| م | الفريق       | لعب | ف | ت | خ | أ.له | أ.ع | أ.ف | نقاط | التأهل           |
| - | ------------ | --- | - | - | - | ---- | --- | --- | ---- | ---------------- |
| 1 | السعودية (H) | 5   | 4 | 1 | 0 | 15   | 2   | +13 | 13   | البطولة النهائية |
| 2 | سوريا        | 5   | 4 | 1 | 0 | 13   | 3   | +10 | 13   | البطولة النهائية |
| 3 | قرغيزستان    | 5   | 2 | 1 | 2 | 7    | 2   | +5  | 7    |                  |
| 4 | فلسطين       | 5   | 1 | 2 | 2 | 3    | 7   | −4  | 5    |                  |
| 5 | سريلانكا     | 5   | 0 | 2 | 3 | 1    | 17  | −16 | 2    |                  |
| 6 | باكستان      | 5   | 0 | 1 | 4 | 0    | 8   | −8  | 1    |                  |

| باكستان | 0–1   | السعودية        |
| ------- | ----- | --------------- |
|         | تقرير | صالح الشهري 64' |

| فلسطين          | 1–1   | سريلانكا           |
| --------------- | ----- | ------------------ |
| سامح مراعبة 88' | تقرير | نيبونا باندارا 73' |

| سوريا            | 1–0   | قرغيزستان |
| ---------------- | ----- | --------- |
| محمود المواس 56' | تقرير |           |

| السعودية         | 1–0   | قرغيزستان |
| ---------------- | ----- | --------- |
| محمد مجرشي 90+5' | تقرير |           |

| سوريا              | 2–1   | فلسطين            |
| ------------------ | ----- | ----------------- |
| عمر خربين 57'، 83' | تقرير | إبرهيم جلايطة 20' |

| باكستان | 0–0   | سريلانكا |
| ------- | ----- | -------- |
|         | تقرير |          |

| السعودية                                                      | 4–0   | فلسطين |
| ------------------------------------------------------------- | ----- | ------ |
| محمد مجرشي 18'، 58' · إبراهيم البراهيم 44' · سالم الدوسري 59' | تقرير |        |

| قرغيزستان                                | 2–0   | باكستان |
| ---------------------------------------- | ----- | ------- |
| كايومجان شاريبوف 73' · نوركال ساتايف 78' | تقرير |         |

| سريلانكا | 0–4   | سوريا                                                            |
| -------- | ----- | ---------------------------------------------------------------- |
|          | تقرير | محمود المواس 31'، 60' · بيتر تشارلز 80' (ه.ذ.) · سامر سالم 90+1' |

| سريلانكا | 0–7   | السعودية                                                                              |
| -------- | ----- | ------------------------------------------------------------------------------------- |
|          | تقرير | محمد مجرشي 8'، 56'، 70' · سالم الدوسري 25' · صالح الشهري 36'، 74' · عبد الله عطيف 90' |

| فلسطين | 0–0   | قرغيزستان |
| ------ | ----- | --------- |
|        | تقرير |           |

| سوريا                                                                     | 4–0   | باكستان |
| ------------------------------------------------------------------------- | ----- | ------- |
| مارديك مارديكيان 44' · حميد ميدو 57' · محمود المواس 65' · سامر سالم 90+4' | تقرير |         |

| السعودية                         | 2–2   | سوريا                         |
| -------------------------------- | ----- | ----------------------------- |
| ياسر الفهمي 12' · فهد المولد 81' | تقرير | سامر سالم 48' · عمر خربين 60' |

| قرغيزستان                                                                                       | 5–0   | سريلانكا |
| ----------------------------------------------------------------------------------------------- | ----- | -------- |
| فلاديمير كازاكبايف 8' · كايومجان شاريبوف 25'، 61' · إفغيني دوروغينسكي 45+2' · إسلام شامسييف 54' | تقرير |          |

| باكستان | 0–1   | فلسطين          |
| ------- | ----- | --------------- |
|         | تقرير | سامح مراعبة 30' |

#### المجموعة ج
- لعبت جميع المباريات في ملقا، ماليزيا.
- الأوقات المذكورة حسب ت ع م+8.

| م | الفريق    | لعب | ف | ت | خ | أ.له | أ.ع | أ.ف | نقاط | التأهل           |
| - | --------- | --- | - | - | - | ---- | --- | --- | ---- | ---------------- |
| 1 | إيران     | 5   | 4 | 1 | 0 | 13   | 2   | +11 | 13   | البطولة النهائية |
| 2 | الكويت    | 5   | 4 | 0 | 1 | 12   | 1   | +11 | 12   | البطولة النهائية |
| 3 | البحرين   | 5   | 2 | 1 | 2 | 5    | 5   | 0   | 7    |                  |
| 4 | طاجيكستان | 5   | 2 | 0 | 3 | 7    | 8   | −1  | 6    |                  |
| 5 | قطر       | 5   | 2 | 0 | 3 | 6    | 8   | −2  | 6    |                  |
| 6 | المالديف  | 5   | 0 | 0 | 5 | 2    | 21  | −19 | 0    |                  |

| طاجيكستان           | 1–2   | البحرين                  |
| ------------------- | ----- | ------------------------ |
| قربانعلي صابروف 70' | تقرير | حسن جميل 4'، 49' (ركلة.) |

| قطر                                   | 2–0   | المالديف |
| ------------------------------------- | ----- | -------- |
| صالح اليزيدي 77' · عبد الكريم حسن 86' | تقرير |          |

| إيران                   | 1–0   | الكويت |
| ----------------------- | ----- | ------ |
| محمد أمين حاج محمدي 76' | تقرير |        |

| البحرين | 0–1   | الكويت                |
| ------- | ----- | --------------------- |
|         | تقرير | خالد محمد إبراهيم 39' |

| إيران                                  | 2–1   | قطر                  |
| -------------------------------------- | ----- | -------------------- |
| محمد رضا خان زاده 28' · كاوه رضائي 31' | تقرير | مراد ناجي حسين 90+3' |

| طاجيكستان                                    | 2–1   | المالديف         |
| -------------------------------------------- | ----- | ---------------- |
| جهانغير إرغاشيف 81' · محمد ذريق 90+4' (ه.ذ.) | تقرير | أحمد إيماز 45+1' |

| الكويت                  | 1–0   | طاجيكستان |
| ----------------------- | ----- | --------- |
| أختام نزاروف 75' (ه.ذ.) | تقرير |           |

| المالديف | 0–7   | إيران |
| -------- | ----- | --- |
|          | تقرير | بيام صادقيان 7' (ركلة.) · كاوه رضائي 18' · مرتضى تبريزي 21'، 69' · ميلاد غريبي 55'، 82' · بهرام دباغ 90+1' |

| البحرين | 0–1   | قطر                |
| ------- | ----- | ------------------ |
|         | تقرير | مؤيد حسن فضيلي 82' |

| المالديف      | 1–2   | البحرين                                  |
| ------------- | ----- | ---------------------------------------- |
| أحمد نظام 61' | تقرير | عبد الله يوسف 57' · حسن جميل 85' (ركلة.) |

| إيران                                     | 2–0   | طاجيكستان |
| ----------------------------------------- | ----- | --------- |
| بيام صادقيان 3' (ركلة.) · يعقوب كريمي 26' | تقرير |           |

| قطر | 0–2   | الكويت                                     |
| --- | ----- | ------------------------------------------ |
|     | تقرير | حمد الحربي 34' (ركلة.) · شريدة الشريدة 81' |

| الكويت | 8–0   | المالديف |
| --- | ----- | -------- |
| محمد الفهد 6' 19' · حمد الحربي 13' (ركلة.) · أحمد راشد 24' · فرج الزعبي 45+2' · فهد الهاجري 61' 82' · يوسف الرشيدي 90+1' | تقرير |          |

| طاجيكستان                                                     | 4–2   | قطر                                |
| ------------------------------------------------------------- | ----- | ---------------------------------- |
| عظيمجاني يونس زاده 57'، 85' · شوديبيك غفوروف 70' (ركلة.)، 90' | تقرير | جاسر يحيى 41' · عبد الله عفيفة 72' |

| البحرين             | 1–1   | إيران                |
| ------------------- | ----- | -------------------- |
| عبد الله يوسف 45+1' | تقرير | مرتضى بورعليغنجي 48' |

#### المجموعة د
- لعبت جميع المباريات في كاتماندو، نيبال.
- الأوقات المذكورة حسب ت ع م+5:45.

| م | الفريق    | لعب | ف | ت | خ | أ.له | أ.ع | أ.ف | نقاط | التأهل           |
| - | --------- | --- | - | - | - | ---- | --- | --- | ---- | ---------------- |
| 1 | الأردن    | 4   | 4 | 0 | 0 | 13   | 1   | +12 | 12   | البطولة النهائية |
| 2 | أوزبكستان | 4   | 2 | 1 | 1 | 8    | 7   | +1  | 7    | البطولة النهائية |
| 3 | اليمن     | 4   | 2 | 1 | 1 | 7    | 6   | +1  | 7    | البطولة النهائية |
| 4 | نيبال     | 4   | 1 | 0 | 3 | 6    | 9   | −3  | 3    |                  |
| 5 | بنغلاديش  | 4   | 0 | 0 | 4 | 3    | 14  | −11 | 0    |                  |

| اليمن | 0–4   | الأردن                                                                   |
| ----- | ----- | ------------------------------------------------------------------------ |
|       | تقرير | حمزة الدردور 28' · محمود زعترة 35' · مصعب اللحام 81' · خليل بني عطية 83' |

| نيبال                                                          | 4–1   | بنغلاديش                |
| -------------------------------------------------------------- | ----- | ----------------------- |
| بهارات كهاواس 5' · جاغجيت شريستا 61' · سوجال شريستا 66'، 90+3' | تقرير | ديباك بهوشال 48' (ه.ذ.) |

| بنغلاديش                | 1–2   | أوزبكستان                                 |
| ----------------------- | ----- | ----------------------------------------- |
| إيمون محمود 55' (ركلة.) | تقرير | بافل سمولياتشينكو 40' · شاهروخ غادويف 74' |

| نيبال | 0–1   | اليمن         |
| ----- | ----- | ------------- |
|       | تقرير | صدام حسين 29' |

| الأردن                                   | 3–0   | بنغلاديش |
| ---------------------------------------- | ----- | -------- |
| خليل بني عطية 23' · محمود زعترة 30'، 75' | تقرير |          |

| أوزبكستان                                              | 4–2   | نيبال                             |
| ------------------------------------------------------ | ----- | --------------------------------- |
| شاهروخ غادويف 7'، 56' · تيمورخوجا عبد الخالقوف 9'، 86' | تقرير | أنيل أوجها 33' · سوجال شريستا 42' |

| اليمن         | 1–1   | أوزبكستان                    |
| ------------- | ----- | ---------------------------- |
| صدام حسين 41' | تقرير | تيمورخوجا عبد الخالقوف 45+1' |

| الأردن                                 | 3–0   | نيبال |
| -------------------------------------- | ----- | ----- |
| مصعب اللحام 40'، 80' · محمود زعترة 75' | تقرير |       |

| بنغلاديش       | 1–5   | اليمن                                                                           |
| -------------- | ----- | ------------------------------------------------------------------------------- |
| سوهيل رانا 73' | تقرير | محمد السروري 14' · ياسر علي الجابر 30'، 71' · صدام حسين 33' · سالم الأمزاعي 87' |

| أوزبكستان                  | 1–3   | الأردن                                 |
| -------------------------- | ----- | -------------------------------------- |
| تيمورخوجا عبد الخالقوف 32' | تقرير | عدي خضر 82'، 87' · خليل بني عطية 90+5' |

### شرق آسيا

#### المجموعة ر
- لعبت جميع المباريات في بيكانبارو، إندونيسيا.
- الأوقات المذكورة حسب ت ع م+7.

| م | الفريق        | لعب | ف | ت | خ | أ.له | أ.ع | أ.ف | نقاط | التأهل           |
| - | ------------- | --- | - | - | - | ---- | --- | --- | ---- | ---------------- |
| 1 | اليابان       | 5   | 5 | 0 | 0 | 20   | 2   | +18 | 15   | البطولة النهائية |
| 2 | أستراليا      | 5   | 3 | 1 | 1 | 7    | 7   | 0   | 10   | البطولة النهائية |
| 3 | إندونيسيا (H) | 5   | 3 | 0 | 2 | 7    | 7   | 0   | 9    |                  |
| 4 | سنغافورة      | 5   | 2 | 1 | 2 | 6    | 6   | 0   | 7    |                  |
| 5 | تيمور الشرقية | 5   | 1 | 0 | 4 | 5    | 9   | −4  | 3    |                  |
| 6 | ماكاو         | 5   | 0 | 0 | 5 | 4    | 18  | −14 | 0    |                  |

| سنغافورة                          | 2–1   | تيمور الشرقية            |
| --------------------------------- | ----- | ------------------------ |
| فريز فرحان 44' · مادهو موهانا 81' | تقرير | ديوغو رانغيل 66' (ركلة.) |

| اليابان                                                                              | 6–0   | ماكاو |
| ------------------------------------------------------------------------------------ | ----- | ----- |
| ريوجي هيروتا 18' · هيروكي أكينو 25' · موساشي سوزوكي 52'، 65'، 83' · دايكي واتاري 68' | تقرير |       |

| إندونيسيا | 0–1   | أستراليا           |
| --------- | ----- | ------------------ |
|           | تقرير | أنتوني برويا 45+2' |

| أستراليا                           | 3–2   | ماكاو                                 |
| ---------------------------------- | ----- | ------------------------------------- |
| رايلي وودكوك 2' · لوك أودي 7'، 13' | تقرير | فينيسيو ألفيش 19' · ليونغ كا هانغ 78' |

| اليابان                                                         | 3–1   | سنغافورة      |
| --------------------------------------------------------------- | ----- | ------------- |
| دلويندر سينغ 14' (ه.ذ.) · دايكي واتاري 20' · غاكوتو نوتسودا 60' | تقرير | شامل شريف 83' |

| إندونيسيا                         | 2–0   | تيمور الشرقية |
| --------------------------------- | ----- | ------------- |
| نورمفيد 42' · أغونغ سوبريانتو 85' | تقرير |               |

| تيمور الشرقية | 0–1   | اليابان              |
| ------------- | ----- | -------------------- |
|               | تقرير | ماسايا ماتسوموتو 24' |

| أستراليا | 0–0   | سنغافورة |
| -------- | ----- | -------- |
|          | تقرير |          |

| ماكاو             | 1–2   | إندونيسيا             |
| ----------------- | ----- | --------------------- |
| بانغ تشي هانغ 63' | تقرير | هيندرا باياو 24'، 44' |

| سنغافورة                                                      | 3–0   | ماكاو |
| ------------------------------------------------------------- | ----- | ----- |
| فارس راملي 27' · القاسمي عبد الرحمن 33' · أقهاري عبد الله 84' | تقرير |       |

| تيمور الشرقية | 0–3   | أستراليا                                 |
| ------------- | ----- | ---------------------------------------- |
|               | تقرير | لوك أودي 40' · جيك باركر-دايش 87'، 90+2' |

| اليابان                                                          | 5–1   | إندونيسيا                 |
| ---------------------------------------------------------------- | ----- | ------------------------- |
| يويا كوبو 32'، 35'، 65' · كين ماتسوبارا 90' · ريوغا سوزوكي 90+3' | تقرير | سيايفول كاهيا 58' (ركلة.) |

| ماكاو               | 1–4   | تيمور الشرقية                                      |
| ------------------- | ----- | -------------------------------------------------- |
| تشاو واي فونغ 45+1' | تقرير | ماركوس دا كونسيساو 22'، 30'، 62' · هنريكي كروز 54' |

| أستراليا | 0–5   | اليابان                                                                               |
| -------- | ----- | ------------------------------------------------------------------------------------- |
|          | تقرير | غاكوتو نوتسودا 18'، 54' · تاكويا إيوانامي 31' · دايكي واتاري 45+2' · ريوجي هيروتا 77' |

| إندونيسيا                | 2–0   | سنغافورة |
| ------------------------ | ----- | -------- |
| أغونغ سوبريانتو 66'، 80' | تقرير |          |

#### المجموعة س
- لعبت جميع المباريات في فيينتيان، لاوس.
- الأوقات المذكورة حسب ت ع م+7.

| م | الفريق         | لعب | ف | ت | خ | أ.له | أ.ع | أ.ف | نقاط | التأهل           |
| - | -------------- | --- | - | - | - | ---- | --- | --- | ---- | ---------------- |
| 1 | كوريا الشمالية | 5   | 4 | 1 | 0 | 11   | 4   | +7  | 13   | البطولة النهائية |
| 2 | الصين          | 5   | 3 | 2 | 0 | 12   | 3   | +9  | 11   | البطولة النهائية |
| 3 | لاوس (H)       | 5   | 2 | 1 | 2 | 7    | 7   | 0   | 7    |                  |
| 4 | تايلاند        | 5   | 2 | 1 | 2 | 11   | 6   | +5  | 7    |                  |
| 5 | كمبوديا        | 5   | 1 | 1 | 3 | 6    | 15  | −9  | 4    |                  |
| 6 | هونغ كونغ      | 5   | 0 | 0 | 5 | 3    | 15  | −12 | 0    |                  |

| تايلاند                                   | 2–4   | كوريا الشمالية                                                               |
| ----------------------------------------- | ----- | ---------------------------------------------------------------------------- |
| أديساك كرايسورن 47' · مون هيوك 62' (ه.ذ.) | تقرير | باك سونغ-تشول 26' · جونغ إيل-غوان 45' · كيم جين-هيوك 50' · هان سونغ-هيوك 59' |

| هونغ كونغ                              | 2–3   | كمبوديا                                               |
| -------------------------------------- | ----- | ----------------------------------------------------- |
| يوين تسون نام 50' · تسانغ كين فونغ 90' | تقرير | سوس سوهانا 10' · فونغ سوكسانا 63' · نين سوتياتروت 70' |

| الصين                         | 2–0   | لاوس |
| ----------------------------- | ----- | ---- |
| يانغ ييهو 11' · بي جينهاو 39' | تقرير |      |

| الصين                                                                        | 5–1   | هونغ كونغ      |
| ---------------------------------------------------------------------------- | ----- | -------------- |
| بينغ شينلي 49' · جانغ شيجي 63' · بي جينهاو 69' · شو شين 80' · جينغ كايمو 90' | تقرير | لام هوك هي 22' |

| تايلاند                                                                            | 4–0   | كمبوديا |
| ---------------------------------------------------------------------------------- | ----- | ------- |
| تيتفان بوانغجان 33' · أديساك كرايسورن 34' · تشانانان بومبوفا 73' · بوكلاو أنان 80' | تقرير |         |

| كوريا الشمالية                   | 2–1   | لاوس                |
| -------------------------------- | ----- | ------------------- |
| مون هيوك 18' · جونغ إيل-غوان 42' | تقرير | فونغسا تيناكوني 47' |

| كمبوديا | 0–3   | الصين                                            |
| ------- | ----- | ------------------------------------------------ |
|         | تقرير | ميراهميتجان مظفر 27' · ني يوسونغ 34' · لي لي 85' |

| كوريا الشمالية   | 1–0   | هونغ كونغ |
| ---------------- | ----- | --------- |
| كيم جين-هيوك 51' | تقرير |           |

| لاوس             | 1–0   | تايلاند |
| ---------------- | ----- | ------- |
| سوفا سايسانا 64' | تقرير |         |

| كمبوديا | 0–3   | كوريا الشمالية                            |
| ------- | ----- | ----------------------------------------- |
|         | تقرير | كيم جين-هيوك 13'، 83' · كانغ نام-غوون 31' |

| الصين           | 1–1   | تايلاند                 |
| --------------- | ----- | ----------------------- |
| جانغ شيجي 90+5' | تقرير | تشاناتيب سونغكراسين 56' |

| هونغ كونغ | 0–2   | لاوس                                          |
| --------- | ----- | --------------------------------------------- |
|           | تقرير | سيهافونغ كونيسافان 9' · فيلايوت سايابونسو 57' |

| تايلاند                                                                                      | 4–0   | هونغ كونغ |
| -------------------------------------------------------------------------------------------- | ----- | --------- |
| تشيتيبات تانكلانغ 11' · بوكلاو أنان 14' · ناروبادين ويراواتنودوم 24' · أنوساك لاوسونغتاي 56' | تقرير |           |

| كوريا الشمالية   | 1–1   | الصين     |
| ---------------- | ----- | --------- |
| ري هيونغ-جين 75' | تقرير | لي لي 42' |

| لاوس                                              | 3–3   | كمبوديا                                             |
| ------------------------------------------------- | ----- | --------------------------------------------------- |
| سوكافوني فونغتشينغكام 25' · سوفا سايسانا 41'، 57' | تقرير | تشهين تشهويون 19' · تيت دينا 40' · فونغ سوكسانا 63' |

#### المجموعة ص
- لعبت جميع المباريات في يانغون، ميانمار.
- الأوقات المذكورة حسب ت ع م+6:30.

| م | الفريق         | لعب | ف | ت | خ | أ.له | أ.ع | أ.ف | نقاط | التأهل           |
| - | -------------- | --- | - | - | - | ---- | --- | --- | ---- | ---------------- |
| 1 | كوريا الجنوبية | 5   | 4 | 1 | 0 | 23   | 3   | +20 | 13   | البطولة النهائية |
| 2 | ميانمار (H)    | 5   | 4 | 1 | 0 | 16   | 5   | +11 | 13   | البطولة النهائية |
| 3 | ماليزيا        | 5   | 3 | 0 | 2 | 17   | 7   | +10 | 9    |                  |
| 4 | تايبيه الصينية | 5   | 2 | 0 | 3 | 9    | 20  | −11 | 6    |                  |
| 5 | فيتنام         | 5   | 1 | 0 | 4 | 11   | 10  | +1  | 3    |                  |
| 6 | الفلبين        | 5   | 0 | 0 | 5 | 2    | 33  | −31 | 0    |                  |

| ماليزيا                     | 2–3   | كوريا الجنوبية                                            |
| --------------------------- | ----- | --------------------------------------------------------- |
| ثامل أراسو أمبومامي 8'، 62' | تقرير | كيم هيون-هون 13' · بارك كوانغ-إيل 32' · جيونغ جونغ-هي 34' |

| فيتنام            | 1–2   | تايبيه الصينية                        |
| ----------------- | ----- | ------------------------------------- |
| ماك هونغ كوان 13' | تقرير | لين تشيين-هسون 46' · وين تشيه-هاو 53' |

| ميانمار                                                           | 5–1   | الفلبين                    |
| ----------------------------------------------------------------- | ----- | -------------------------- |
| كياو زايار وين 28'، 75' · كياو كو كو 41'، 45+1' · يان أون وين 62' | تقرير | جيفري كريستيانز 5' (ركلة.) |

| كوريا الجنوبية | 8–1   | تايبيه الصينية |
| --- | ----- | -------------- |
| بارك جونغ-أوه 5' · بارك يونغ-جي 10' · هوانغ أوي-جو 17'، 35' · جونغ سيوك-هوا 26'، 80' · كانغ جونغ-غوك 89' · جوا جون-هيوب 90+3' (ركلة.) | تقرير | لي ماو 31'     |

| ماليزيا | 7–0   | الفلبين |
| --- | ----- | ------- |
| روزايمي عبد الرحمن 2'، 35'، 69' (ركلة.)، 74' · محمد فندي عثمان 32' · وان ظهر النظام زكريا 40' · ديفاندرن سارفيندران 90+1' | تقرير |         |

| فيتنام              | 1–3   | ميانمار                                                 |
| ------------------- | ----- | ------------------------------------------------------- |
| نغوين فان كوييت 15' | تقرير | زاو مين تون 33' · ناندا لين كياو تشيت 40' · كيي لين 75' |

| الفلبين | 0–9   | فيتنام |
| ------- | ----- | --- |
|         | تقرير | نغوين دين باو 18'، 67' · ماك هونغ كوان 25'، 27' · نغو هوانغ تين 30'، 52' (ركلة.) · لي كوك فونغ 64'، 89' · هوين فان تان 82' |

| تايبيه الصينية                         | 2–4   | ماليزيا                                                                       |
| -------------------------------------- | ----- | ----------------------------------------------------------------------------- |
| لين تشانغ-لون 50' · وين تشيه-هاو 90+3' | تقرير | روزايمي عبد الرحمن 8'، 41' · تشين ين-جوي 33' (ه.ذ.) · ديفاندرن سارفيندران 78' |

| كوريا الجنوبية | 0–0   | ميانمار |
| -------------- | ----- | ------- |
|                | تقرير |         |

| ميانمار                                                                                      | 6–2   | تايبيه الصينية                       |
| -------------------------------------------------------------------------------------------- | ----- | ------------------------------------ |
| كياو زايار وين 11'، 63' (ركلة.)، 85' · ناينغ لين أو 33' · يان أونغ وين 35' · كاونغ سي تو 59' | تقرير | لين تشانغ-لون 72' · وين تشيه-هاو 88' |

| فيتنام | 0–3   | ماليزيا                              |
| ------ | ----- | ------------------------------------ |
|        | تقرير | روزايمي عبد الرحمن 53'، 90+2'، 90+4' |

| الفلبين | 0–10  | كوريا الجنوبية |
| ------- | ----- | --- |
|         | تقرير | جيونغ جونغ-هي 16'، 83' · هوانغ أوي-جو 23'، 31' · لي جاي-سونغ 28' · جوا جون-هيوب 34'، 35' · تشوي جي-هون 41' · جيون بيونغ-سو 76'، 90+1' |

| تايبيه الصينية                 | 2–1   | الفلبين            |
| ------------------------------ | ----- | ------------------ |
| لين تشانغ-لون 11'، 31' (ركلة.) | تقرير | ماروين أنجيليس 35' |

| كوريا الجنوبية                         | 2–0   | فيتنام |
| -------------------------------------- | ----- | ------ |
| بارك يونغ-جي 28' · جيونغ جونغ-هي 45+2' | تقرير |        |

| ماليزيا                          | 1–2   | ميانمار              |
| -------------------------------- | ----- | -------------------- |
| روزايمي عبد الرحمن 90+1' (ركلة.) | تقرير | كاونغ سي تو 34'، 53' |

## الفرق المدرجة في المركز الثالث
- بالنظر إلى أن المجموعة د لا تضم سوى خمسة فرق في مجموعتهم، فإن النتائج ضد الفرق التي تحتل المركز الأخير في المجموعات المكونة من 6 فرق لن يتم حسابها.

| م | مج | الفريق    | لعب | ف | ت | خ | أ.له | أ.ع | أ.ف | نقاط | التأهل           |
| - | -- | --------- | --- | - | - | - | ---- | --- | --- | ---- | ---------------- |
| 1 | أ  | عمان      | 4   | 2 | 1 | 1 | 8    | 5   | +3  | 7    | البطولة النهائية |
| 2 | د  | اليمن     | 4   | 2 | 1 | 1 | 7    | 6   | +1  | 7    | البطولة النهائية |
| 3 | ص  | ماليزيا   | 4   | 2 | 0 | 2 | 10   | 7   | +3  | 6    |                  |
| 4 | ر  | إندونيسيا | 4   | 2 | 0 | 2 | 7    | 7   | 0   | 6    |                  |
| 5 | ب  | قرغيزستان | 4   | 1 | 1 | 2 | 5    | 2   | +3  | 4    |                  |
| 6 | ج  | البحرين   | 4   | 1 | 1 | 2 | 3    | 4   | −1  | 4    |                  |
| 7 | س  | لاوس      | 4   | 1 | 1 | 2 | 5    | 7   | −2  | 4    |                  |

## الهدافون
10 أهداف
- روزايمي عبد الرحمن

6 أهداف
- محمد مجرشي

5 أهداف
- كياو زايار وين

4 أهداف
| - لين تشانغ-لون - ألوين جورج | - محمود زعترة - كيم جين-هيوك - هوانغ أوي-جو | - جيونغ جونغ-هي - محمود المواس - تيمورخوجا عبد الخالقوف |

3 أهداف
| - لوك أودي - حسن جميل - وين تشيه-هاو - جيجي لالبيخلوا - أغونغ سوبريانتو - يويا كوبو - غاكوتو نوتسودا - موساشي سوزوكي - دايكي واتاري | - خليل بني عطية - مصعب اللحام - جوا جون-هيوب - كايومجان شاريبوف - سوفا سايسانا - علاء البابا - كاونغ سي تو - سوجال شريستا | - مبارك المقبالي - صالح الشهري - عمر خربين - سامر سالم - ماركوس دا كونسيساو - شاهروخ غادويف - ماك هونغ كوان - صدام حسين |

هدفان
| - جيك باركر-دايش - عبد الله يوسف - فونغ سوكسانا - بي جينهاو - لي لي - جانغ شيجي - روميو فرنانديس - هيندرا باياو - ميلاد غريبي - كاوه رضائي - بيام صادقيان - مرتضى تبريزي - علي عدنان - عمار عبد الحسين - مهند عبد الرحيم | - ريوجي هيروتا - عدي خضر - جونغ إيل-غوان - جيون بيونغ-سو - جونغ سيوك-هوا - بارك يونغ-جي - فهد الهاجري - حمد الحربي - محمد الفهد - محمود كوجوك - ديفاندرن سارفيندران - ثامل أراسو أمبومامي - كياو كو كو - يان أونغ وين - حمود السعدي | - عبد الله صالح - سامح مراعبة - سالم الدوسري - شوديبيك غفوروف - عظيمجاني يونس زاده - أديساك كرايسورن - بوكلاو أنان - عامر عمر عبد الله - جمال إبراهيم حسين - يونس أحمد عبد الله - لي كوك فونغ - نغو هوانغ تين - نغوين دين باو - ياسر علي الجابر |

هدف
| - أنتوني برويا - رايلي وودكوك - إيمون محمود - سوهيل رانا - تشهين تشهويون - نين سوتياروت - سوس سوهانا - تيت دينا - ميراهميتجان مظفر - ني يوسونغ - بينغ شينلي - شو شين - يانغ ييهو - جينغ كايمو - لي ماو - لين تشيين-هسون - لام هوك هي - تسانغ كين فونغ - يوين تسون نام - لالرينديكا رالتي - مانانديب سينغ - سيايفول كاهيا - نورمفيد فاستبق الخيرات - بهرام دباغ - محمد أمين حاج محمدي - يعقوب كريمي - محمد رضا خان زاده - مرتضى بورعليغنجي - أحمد عباس حطاب - علي فائز عطية - علي محمد علي الله - مهدي كامل - محمد جبار شوكان - مصطفى ناظم - هيروكي أكينو - تاكويا إيوانامي - كين ماتسوبارا - ماسايا ماتسوموتو - ريوغا سوزوكي - حمزة الدردور - هان سونغ-هيوك - كانغ نام-غوون - مون هيوك - باك سونغ-تشول - ري هيونغ-جين | - تشوي جي-هون - كانغ جونغ-غوك - كيم هيون-هون - لي جاي-سونغ - باك كوانغ-إيل - بارك جونغ-أوه - أحمد راشد - فرج الزعبي - خالد محمد إبراهيم - محمد الفهد - شريدة الشريدة - يوسف الرشيدي - إفغيني دوروغينسكي - إسلام شامسييف - نوركال ساتايف - فلاديمير كازاكبايف - سيهافونغ كونيسافان - فيلايوت سايابونسو - فونغسا تيناكوني - سوكافوني فونغتشينغكام - عبد الفتاح عاشور - حسين الجواد - قاسم أبو خشفة - محمد جعفر - عمر الكردي - تشاي واي فونغ - ليونغ كا هانغ - بانغ تشي هانغ - فينيسيو ألفيش - محمد فندي عثمان - وان ظهر النظام زكريا - أحمد نظام - إيماز أحمد - كيي لين - ناينغ لين أو - ناندا لين كياو تشيت - زاو مين تون - أنيل أوجها - بهارات كهاواس - جاغجيت شريستا - بدر نصيب - إبراهيم صالح - محمد المخيني - سامي مبارك | - إبراهيم جلايطة - ماروين أنجيليس - جيفري كريستيانز - عبد الكريم حسن - عبد الله عفيفة - جاسر يحيى - مؤيد حسن فضيلي - مراد ناجي حسين - صالح اليزيدي - إبراهيم البراهيم - فهد المولد - عبد الله عطيف - ياسر الفهمي - القاسمي عبد الرحمن - أقهاري عبد الله - فريز فرحان - فارس راملي - مادهو موهانا - شامل شريف - نيبونا باندارا - مارديك مارديكيان - حميد ميدو - جهانغير إرغاشيف - قربانعلي صابروف - ديوغو رانغيل - هنريكي كروز - تشاناتيب سونغكراسين - تشايانان بومبوبفا - تشيتيبات تانكلانغ - لاوسانغتاي أنوساك - ناروبودين ويراواتنودوم - تيتفان بوانغجان - فرهاد إيتالمازوف - إخلاص ماغتيموف - سليمان موهادوف - عبد الله الجماحي - عبد الله الشحي - بافل سمولياتشينكو - هوين فان تان - نغوين فان كوييت - سالم الأمزاعي - محمد السروري |

هدف ذاتي
| - تشين ين-جوي (لعب ضد ماليزيا) - مون هيوك (لعب ضد تايلاند) - محمد ذريق (لعب ضد طاجيكستان) | - ديباك بهوشال (لعب ضد بنغلاديش) - دلويندر سينغ (لعب ضد اليابان) - بيتر تشارلز (لعب ضد سوريا) | - أختام نزاروف (لعب ضد الكويت) - حمايت كوميكوف (لعب ضد لبنان) |

## وصلات خارجية
- بطولة آسيا تحت 22 سنة لكرة القدم، the-AFC.com